# Конрад фон Хаттштейн
Конрад фон Хаттштейн (нем. Konrad von Hattstein — магистр Ливонского ордена с 1288 года по 1290 год.

## Биография
В 1275—1278 годах Конрад фон Хаттштейн занимал должность фогта Наттангии. В 1283 году был назначен комтуром Торуня. В 1284—1286 годах был комтуром Эльблонга. В 1288 году Конрад фон Хаттштейн был назначен новым ландмейстром Тевтонского Ордена в Ливонии. Занимал должность ливонского магистра два года. В 1296—1303 годах Конрад фон Хаттштейн занимал должность комтура Бранденбурга.
Ливонский магистр Конрад фон Хаттштейн успешно завершил покорение Земгалию. Собрав большое войско (до 6 тыс. чел.), магистр вступил в Курляндию и постепенно захватил все крепости восставших земгалов (семигалов). Земгалы храбро отбивались от нападений крестоносцев, в марте 1289 года даже совершили набег вглубь ливонских владений и дошли до Дерпта. Ливонские крестоносцы взяли и разрушили главные земгальские крепости Доблен, Терветен, Раттен и Соддоберн. В 1290 году большое количество земгалов сожгли свои укрепления и переселилось в Литву. После покорения земгалов Ливонский Орден приблизил свои границы к Великому княжеству Литовскому.